# جوریو-جی
جوریو-جی (به ژاپنی: 常立寺 Jōryū-ji) یک پرستشگاه متعلق به فرقه نیچیرن در فوجیساوا، کاناگاوا است. شهرت این معبد به قرار داشتن قبر فرستادگان دودمان یوآن به ژاپن در فاصله بین نبرد بون‌ای و نبرد کوآن است. این فرستادگان در در ۷ سپتامبر ۱۲۷۵ به دستور هوجو توکیمونه سر بریده شدند. در سال ۲۰۰۷ نامبارین انخبایار رئیس‌جمهور مغولستان از این معبد دیدار کرد.